# Tetranortriterpeno
Los tetranortriterpenos son una clase de compuestos químicos de los cuales el más notorio es la azadiractina, extraído del árbol de nim  (Azadirachta indica) que exhiben propiedades insecticidas. La Azadiractina mimetiza una hormona de insectos llamada ecdisona que regula el estadio de pupa de los insectos; la aplicación de azadiractina interrumpe el desarrollo y pupación de los insectos y finalmente los mata.
La azadiractina es un limonoide.
- Datos: Q7706623